# Enta
Enta är en bergstopp i republiken Island. Den ligger i regionen Suðurland, 140 km öster om huvudstaden Reykjavík. Toppen på Enta är 1 251 meter över havet.
Trakten runt Enta är nära nog obefolkad, med mindre än två invånare per kvadratkilometer. Det finns inga samhällen i närheten.